# Howiłów
Howiłów (ukr. Говилів, ros. Говилов) – przystanek kolejowy w pobliżu miejscowości Howiłów Wielki, w rejonie trembowelskim, w obwodzie tarnopolskim, na Ukrainie.